# Haus Wenhold

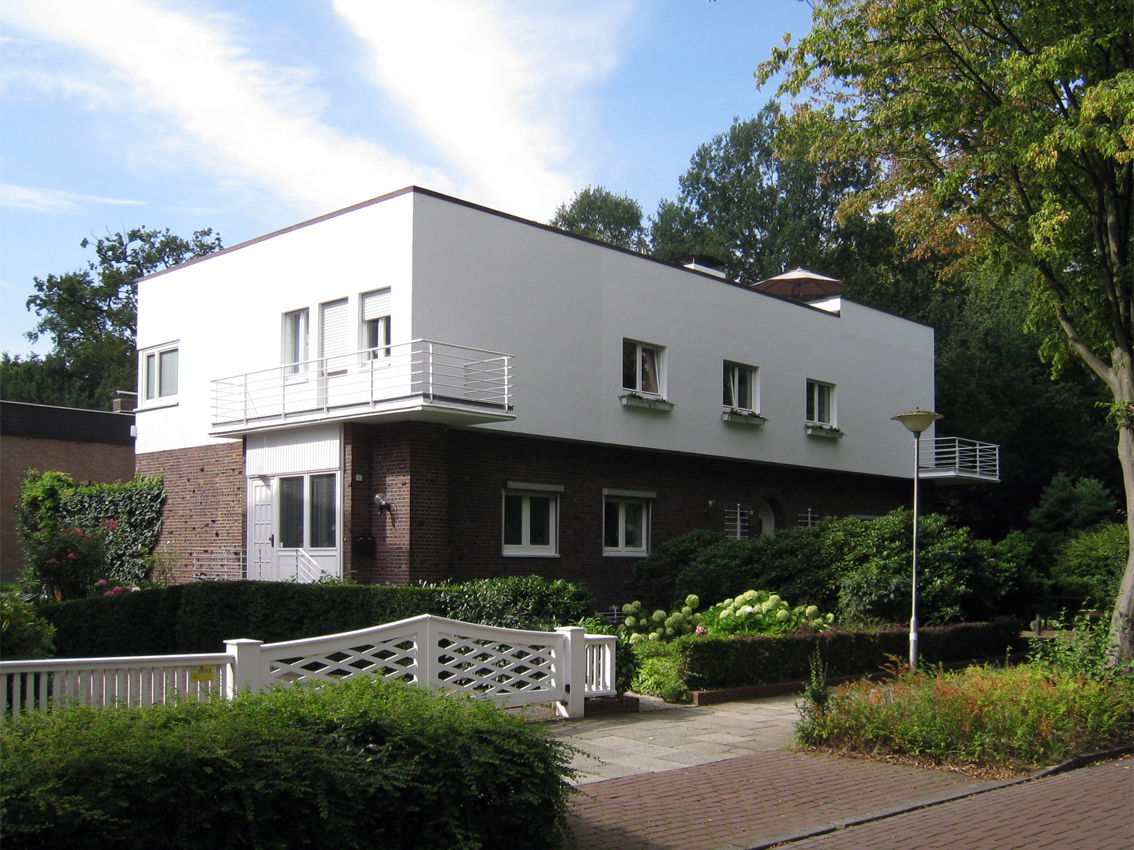
Haus Wenhold, Straßenseite (2011)

Das Haus Wenhold ist ein großbürgerliches Wohnhaus in Bremen-Schwachhausen, Unter den Eichen 14/16, Ecke Riensberger Straße, beim Riensberger Friedhof.
Es wurde 1927 gebaut, gehört zu den bedeutenden Bremer Bauwerken und steht unter Denkmalschutz.

## Geschichte
Das Haus ließ der Sparkassendirektor und spätere bremische Senator (BDV) Hermann  Wenhold 1927 nach Entwurf des Düsseldorfer Architekten und Akademieprofessors Emil Fahrenkamp errichten. Der zweigeschossige, kubische Bau mit dem klinkerverblendeten Erdgeschoss und dem verputzten Obergeschoss sowie einem Flachdach ist ein früher Vertreter der modernen Bauweise in Bremen. Das Bauwerk war bald als Die Kiste in vieler Munde, mit überwiegend ablehnenden Reaktionen in der Architekturprovinz. Der Klinkersockel und der maritim wirkende umlaufende Balkon sind deshalb – wie auch bei Fahrenkamps Hamburger Bauten – als Reminiszenz an die hanseatische Tradition zu deuten. Stilistisch lässt sich die Architektur in das Neue Bauen der 1920er Jahre einordnen.
Nach dem Zweiten Weltkrieg erfolgten kleine gestalterische Veränderungen an dem Haus, die aber in jüngerer Zeit rückgängig gemacht wurden.

## Denkmalschutz
Das Gebäude wurde 1973 als Bremer Kulturdenkmal unter Denkmalschutz gestellt.